# Waking Up the Town
Pour plus de détails, voir Fiche technique et Distribution.
Waking Up the Town est un film muet américain réalisé par James Cruze et sorti en 1925.

## Fiche technique
- Autre titre : The End of the World[1]
- Réalisation : James Cruze
- Scénario : 	Frank Condon, James Cruze
- Production : Mary Pickford Company
- Distributeur : United Artists
- Photographie : Arthur Edeson, Paul P. Perry
- Durée : 63 minutes (6 bobines)[2]
- Date de sortie :
  - États-Unis : 14 avril 1925

## Distribution
- Jack Pickford : Jack Joyce
- Claire McDowell : Mrs. Joyce
- Alec B. Francis :	Abner Hope
- Norma Shearer : Mary Ellen Hope
- Herbert Prior : Curt Horndyke
- Ann May : Helen Horndyke
- George Dromgold : Joe Lakin